# Stadtpilot

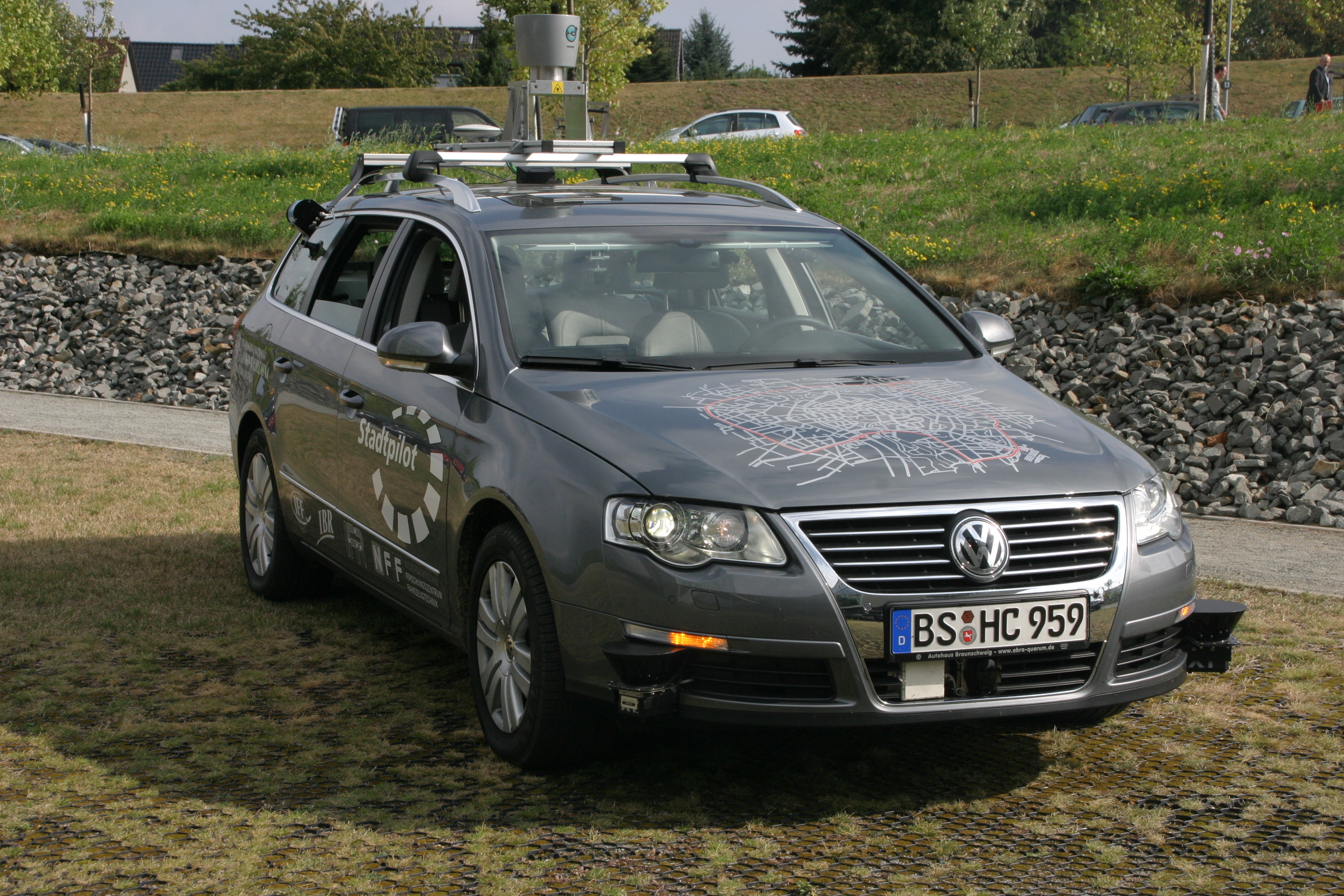
Leonie, das autonome Fahrzeug des Projekts Stadtpilot

Stadtpilot ist ein Projekt an der TU Braunschweig mit dem Ziel, ein computergesteuertes Automobil auf dem Stadtring von Braunschweig, einer zweispurigen stark frequentierten Ringstraße autonom im öffentlichen Verkehr fahren zu lassen. Ein Sicherungsfahrer ist einerseits aus rechtlichen Gründen nötig, andererseits kann das Leonie genannte Projektfahrzeug Ampeln noch nicht erkennen, so dass Rot oder Grün manuell eingegeben werden muss. Eine entsprechende Fahrt auf dem Stadtring fand unter großer Medienbeteiligung am 8. Oktober 2010 statt.
Stadtpilot ist ein Nachfolgeprojekt des Teams CarOLO mit dem die TU Braunschweig 2007 an der DARPA Urban Challenge 2007 mit dem Fahrzeug Caroline teilgenommen hatte. Wie bei dem vorangegangenen Projekt der TU arbeiten die Institute für Elektrotechnik, Informatik und Maschinenbau zusammen. Das Projektfahrzeug ist ein mit passiven und aktiven Sensoren ausgestatteter VW Passat. Im Vergleich zu anderen internationalen Projekten erscheinen die Fahrzeuganbauten eher dezent. Die Projektsoftware steuert Lenkung, Gas und Bremse.
Das vor Medien demonstrierte Projektziel besteht darin, dass das Fahrzeug sich selbsttätig aus einer Parklücke in den regulären Verkehr einfädelt, auf einem vorgegebenen Kurs Spurwechsel und Abbiegevorgänge vornimmt, zum Ausgangspunkt zurückkehrt und einparkt. Dies wäre eine weltweit erstmalige Leistung.